# Xã Silver Creek, Quận Burt, Nebraska
Xã Silver Creek (tiếng Anh: Silver Creek Township) là một xã thuộc quận Burt, tiểu bang Nebraska, Hoa Kỳ. Năm 2010, dân số của xã này là 121 người.